# 木原真弓
木原 真弓（きはら まゆみ）は、演劇プロデューサー、音楽イベントプロデューサーでもあり、株式会社アルコグランデの代表取締役。 
本名は栗原真弓（くりはらまゆみ、女性）でビジネスネームが木原真弓である。

## メディア出演歴

### テレビ番組
- テレビ埼玉「ニュース930」（コバトン焼き・熊谷にオープン）　平成25年(2013)9月12日
- テレビ埼玉「ごごたま」生出演（コバトン焼き・熊谷にオープン）　平成25年(2013)9月26日
- JCN関東　（コバトン焼き・熊谷にオープン）　平成25年(2013)9月26日～2週間
- JCN熊谷　（コバトン焼き・熊谷にオープン）　平成25年(2013)9月26日～2週間
- JCN関東　（ちょこたび埼玉番組：リポーター菊田あや子）　平成25年(2013)12月16日～2週間
- J:COMチャンネル関東「村野武範の馳走百景」　平成26年(2014)1月1日～2週間
- テレビ埼玉「彩の国ニュース」３Ｒの取組　　平成26年(2014)10月4日
- Jcom「ギュギュっとさいたま」　　平成28年(2016)7月16日～2週間
- Jcom「地域ドキュメンタリー　言葉をひろう」3日間密着取材　平成28年(2016)10月16日～2週間
- テレビ埼玉「マチコミ」生中継（舞台：永遠の一秒　主催・プロデューサー）　平成30年(2018)4月3日

### ラジオ番組
- FM Nack5「アフター６クルージング」　平成27年(2015)5月7日
- FM87.3　REDSWAVE「FlapFlap」生出演（浦和ロックシティ再始動開催）　令和3年(2021)3月3日
- FM87.3　REDSWAVE「Stand　By　U（You）」　令和3年(2021)4月9日
- ラジオ日本「埼玉 彩響のおもてなし」　令和3年(2021)8月17日
- FM Nack5「モナカ」（舞台・永遠の一秒紹介）　平成30年(2018)3月28日
- クローバーラジオ「スナックさなえ」（舞台・永遠の一秒紹介）　平成30年(2018)3月9日

### Web-TV
- 「アマチアス」　平成26(2014)年4月22日
- 「さいたま発！起業女史つながりカフェ」（USTREARM）　平成27年(2015)9月4日
- 「アマチアス」　平成28(2016)年5月3日

### 新聞
- 埼玉新聞「コバトン屋オープン」　平成22年(2010)1月15日
- 埼玉新聞「コバトン焼き・熊谷にオープン」　平成25年(2013)9月6日
- 産経新聞「コバトン焼き・熊谷にオープン」　平成25年(2013)9月11日
- 東京新聞「コバトン焼き・熊谷にオープン」　平成25年(2013)9月13日
- 埼玉新聞「コバトン焼き・熊谷にオープン」　平成25年(2013)9月17日
- 東京新聞「ゆるキャラブームの助っ人」　平成25年(2013)10月6日
- 埼玉新聞「舞台：永遠の一秒　主催・プロデューサー」　平成30年(2018)3月22日
- 埼玉新聞「舞台：永遠の一秒2019　主催・プロデューサー」　平成31年(2019)4月12日
- 東京中日スポーツ「舞台：永遠の一秒2019　主催・プロデューサー」　平成31年(2019)4月28日
- サンケイスポーツ「舞台：永遠の一秒2019　主催・プロデューサー」　令和元年(2019)5月3日
- 埼玉新聞「浦和ロックシティ再始動！！開催」　令和3年(2021)3月3日

### 雑誌
- 専修大学雑誌 SHOW「食品ロス運動を行っている方の生き方」　平成27年(2015)10月

### Webニュース
- 「咲いたまびと」（クオリティ埼玉）　平成26(2014)年4月22日
- 「さいたま発！起業女史つながりカフェ」（USTREARM）　平成27年(2015)9月4日
- 「UTATEN」（舞台：永遠の一秒　主催・プロデューサー）　平成30年(2018)2月26日
- 「OkMusic」（舞台：永遠の一秒　主催・プロデューサー）　平成30年(2018)2月26日
- 「エンタメウィーク」（舞台：永遠の一秒　主催・プロデューサー）　平成30年(2018)2月26日
- 「Tip-ROOM」（舞台：永遠の一秒　主催・プロデューサー）　平成30年(2018)3月21日
- 「そうだ埼玉」（舞台：永遠の一秒　主催・プロデューサー）　平成30年(2018)3月27日
- 「浦和経済新聞」（舞台：永遠の一秒　主催・プロデューサー）　平成30年(2018)3月27日
- 「Yahoo!ニュース」（舞台：永遠の一秒　主催・プロデューサー）　平成30年(2018)3月27日
- 「Yahoo!ニュース」（舞台：永遠の一秒2019　主催・プロデューサー）　平成31年(2019)4月12日
- 「J-castニュース」（舞台：永遠の一秒2019　主催・プロデューサー）　平成31年(2019)4月30日
- 「Livedoorニュース」（舞台：永遠の一秒2019　主催・プロデューサー）　平成31年(2019)4月30日
- 「Yahoo!ニュース：TOP」（舞台：永遠の一秒2019　主催・プロデューサー）　平成31年(2019)4月30日
- 「ORICON NEWS」（浦和ロックシティ再始動！！開催・プロデューサー）　令和3年(2021)3月3日
- 「msnニュース」（浦和ロックシティ再始動！！開催・プロデューサー）　令和3年(2021)3月3日
- 「gooニュース」（浦和ロックシティ再始動！！開催・プロデューサー）　令和3年(2021)3月3日
- 「Yahoo!ニュース」（浦和ロックシティ再始動！！開催・プロデューサー）　令和3年(2021)3月3日

### その他
- 中小企業庁「“ちいさな企業”成長本部」会議出席　平成26(2014)年3月17日
- 埼玉県庁ホームページ（舞台：永遠の一秒　主催・プロデューサー）　平成30年(2018)3月7日

## 関係する人物
- 木暮shake武彦
- ダイアモンド☆ユカイ
- あらい太朗（アロハ太朗）
- さいたまんぞう
- WING WINGS
- 矢口早苗
- 森永淳哉
- にゃんたぶぅ
- TABoo
- 森田桂介「1」
- 和田琢磨
- 並木のり子
- 村田綾